# Lactobacillus
Lactobacillus — рід грам-позитивних факультативно анаеробних бактерій. Вони — велика частина групи молочнокислих бактерій, що перетворюють лактозу і інші цукри на молочну кислоту. Зазвичай непатогенні. У людини постійно присутні у вагінальній мікрофлорі і травному тракті, де вони є симбіонтами і складають значну частину флори кишечника. Багато видів беруть участь в розкладанні залишків рослин. Виробництво молочної кислоти робить їх оточення кислим, що перешкоджає росту ряду шкідливих бактерій.
Деякі різновиди Lactobacillus використовуються в промисловості для виробництва кефіру, йогурту, сиру, солених овочів, маринадів та інших продуктів бродіння, наприклад, силосу. Кислий хліб робиться, використовуючи «стартову культуру», яка є симбіотичною культурою дріжджів і молочнокислих бактерій, що росте на суміші води і борошна. Корейська страва кімчі також робиться методами молочнокислого бродіння. Багато Lactobacillus унікальні серед живих організмів, оскільки вони не вимагають заліза для росту і мають надзвичайно високу толерантність до перекису водню. Lactobacillus, особливо L. casei і L. brevis, — деякі з найзагальніших факторів псування пива.
Геноми кількох видів роду секвеновані, що показує великий інтерес до цих бактерій. Багато Lactobacillus незвичайні ще в тому, що вони використовують гомоферментативний метаболізм (тобто виробляють тільки молочну кислоту з цукру) і аеротолерантні, незважаючи на повну відсутність дихального ланцюга. Ця аеротолерантність залежить від мангану і була досліджена (й пояснена) для Lactobacillus plantarum.